# Liste der Mitglieder der Deutschen Akademie der Naturforscher Leopoldina/1937
Die Liste der Mitglieder der Deutschen Akademie der Naturforscher Leopoldina für 1937 listet alle Personen, die im Jahr 1937 zum Mitglied berufen wurden. Insgesamt gab es 37 neu gewählte Mitglieder.

## Neu gewählte Mitglieder
| Nr. 1 | Name                    | Beiname 1 | Geboren       | Aufnahme 1 | Gestorben     | Sektion                                      | Bild                | Datenbank                  |
| ----- | ----------------------- | --------- | ------------- | ---------- | ------------- | -------------------------------------------- | ------------------- | -------------------------- |
|       | Antonio Diaz Albertini  |           | 1865          |            | 1945          | Pathologie                                   |                     | Antonio Diaz Albertini     |
|       | Wlodzimierz Antoniewicz |           |               |            |               | Anthropologie                                |                     | Wlodzimierz Antoniewicz    |
|       | Hans Berger             |           | 21. Mai 1873  |            | 1. Juni 1941  | Psychiatrie, Med. Psychologie und Neurologie | Hans Berger         | Hans Berger                |
|       | Albert Bessemans        |           |               |            |               | Mikrobiologie und Immunologie                |                     | Albert Bessemans           |
|       | Werner Catel            |           | 27. Juni 1894 |            | 30. Apr. 1981 | Pädiatrie                                    |                     | Werner Catel               |
|       | Sven Petrus Ekman       |           | 1876          |            | 1964          | Zoologie                                     |                     | Sven Petrus Ekman          |
|       | Agostino Gemelli        |           | 18. Jan. 1878 |            | 15. Juli 1959 | Psychiatrie, Med. Psychologie und Neurologie | Agostino Gemelli    | Agostino Gemelli           |
|       | Arthur Golf             |           | 21. Juli 1877 |            | 18. Feb. 1941 | Landbauwissenschaften                        |                     | Arthur Golf                |
|       | Albert Hasselwander     |           | 2. Apr. 1877  |            | 7. März 1954  | Anatomie                                     |                     | Albert Hasselwander        |
|       | Gustav Franz Hüttig     |           | 13. Mai 1890  |            | 1. Dez. 1957  | Physikalische Chemie                         |                     | Gustav Hüttig              |
|       | Makoto Ishihara         |           | 1879          |            | 1958          | Physiologie                                  |                     | Makoto Ishihara            |
|       | Otto Jessen             |           | 18. Feb. 1891 |            | 9. Juni 1951  | Geographie                                   |                     | Otto Jessen                |
|       | Georg Kränzlein         |           | 27. Nov. 1881 |            | 5. Nov. 1943  | Chemie                                       |                     | Georg Kränzlein            |
|       | Robert Lauterborn       |           | 23. Okt. 1869 |            | 11. Sep. 1952 | Zoologie                                     |                     | Robert Lauterborn          |
|       | August Mayer            |           | 28. Aug. 1876 |            | 11. Okt. 1968 | Geburtshilfe und Gynäkologie                 |                     | August Mayer               |
|       | Alwin Mittasch          |           | 27. Dez. 1869 |            | 4. Juni 1953  | Chemie                                       | Alwin Mittasch      | Alwin Mittasch             |
|       | Ida Noddack             |           | 25. Feb. 1896 |            | 24. Sep. 1978 | Physikalische Chemie                         | Ida Noddack         | Ida Eva Noddack            |
|       | Walter Noddack          |           | 17. Aug. 1893 |            | 7. Dez. 1960  | Physikalische Chemie                         |                     | Walter Noddack             |
|       | Friedrich Pietrusky     |           | 12. Jan. 1893 |            | 23. Nov. 1971 | Gerichtliche Medizin                         | Friedrich Pietrusky | Friedrich Pietrusky        |
|       | Alfred Ploetz           |           | 22. Aug. 1860 |            | 20. März 1940 | Anthropologie                                | Alfred Ploetz       | Alfred Ploetz              |
|       | Claus Eduard Richters   |           | 1884          |            | 1957          | Veterinärmedizin                             |                     | Claus Eduard Richters      |
|       | Franz Ruttner           |           | 12. Mai 1882  |            | 17. Mai 1961  | Zellbiologie                                 |                     | Franz Ruttner              |
|       | Peter P.T. Sah          |           | 1900          |            | 1987          | Chemie                                       |                     | Peter P.T. Sah             |
|       | Otto Schlaginhaufen     |           | 8. Nov. 1879  |            | 14. Nov. 1973 | Anthropologie                                | Otto Schlaginhaufen | Otto Schlaginhaufen        |
|       | Robert Schröder         |           | 3. Aug. 1884  |            | 13. Okt. 1959 | Geburtshilfe und Gynäkologie                 | Robert Schröder     | Robert Schröder            |
|       | Gustav Senn             |           | 1875          |            | 1945          | Botanik                                      |                     | Gustav Senn                |
|       | August Seybold          |           | 7. Dez. 1901  |            | 11. Dez. 1965 | Botanik                                      | August Seybold      | August Seybold             |
|       | Michael Stark           |           | 6. Dez. 1877  |            | 29. Dez. 1953 | Mineralogie, Kristallographie und Petrologie |                     | Michael Stark              |
|       | Arthur Stoll            |           | 8. Jan. 1887  |            | 13. Jan. 1971 | Chemie                                       |                     | Arthur Stoll               |
|       | Søren Sørensen          |           | 9. Jan. 1868  |            | 13. Feb. 1939 | Chemie                                       | Søren Sørensen      | Søren Sørensen             |
|       | Matsujiro Takenouchi    |           | 1884          |            | 1977          | Pathologie                                   |                     | Matsujiro Takenouchi       |
|       | Ferdinand Trendelenburg |           | 25. Juni 1896 |            | 19. Nov. 1973 | Physik                                       |                     | Ferdinand Trendelenburg    |
|       | Carl Troll              |           | 24. Dez. 1899 |            | 21. Juli 1975 | Geographie                                   | Carl Troll          | Carl Troll                 |
|       | Hermann Zeller          |           | 1882          |            | 1961          | Veterinärmedizin                             |                     | Hermann Zeller             |
|       | Bruno von Freyberg      |           | 22. März 1894 |            | 3. Juni 1981  | Geologie und Paläontologie                   |                     | Bruno von Freyberg         |
|       | Bolko von Richthofen    |           | 13. Sep. 1899 |            | 18. März 1983 | Anthropologie                                |                     | Bolko Frhr. von Richthofen |
|       | Ferenc von Tompa        |           | 6. Jan. 1893  |            | 9. Feb. 1945  | Anthropologie                                | Ferenc von Tompa    | Ferenc von Tompa           |